# Ølstykke Stadion
Ølstykke Stadion fungerer som hjemmebane for Ølstykke Fodbold Club og var hjemmebane for Sports Club Egedal fra 2011 til 2015.
Ølstykke Stadion har plads til 3.000 tilskuere, hvoraf de 752 er siddepladser . Seneste ombygning af stadion fandt sted i 2005, hvor et lysanlæg på 500 lux blev etableret .